# رجفان أذيني عائلي

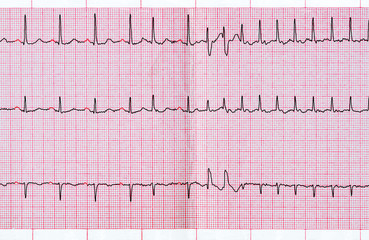
تخطيط القلب

الرجفان الأذيني العائلي (بالإنجليزية: familial atrial fibrillation) هو حالة سائدة وراثيا تُسبب اضطرابات في إيقاع القلب الطبيعي.
وتتميز هذه الحالة بنشاط كهربائي غير منسق في غرف القلب العليا (الأذينين)، مما يؤدي إلى عدم انتظام ضربات القلب، التي تؤدي عند إهمال علاجها إلى حدوث آلام الصدر، والإحساس بالخفقان، والدوخة، والإغماء أحيانًا، بالإضافة إلي أن الرجفان الأذيني يزيد خطر الإصابة بالسكتة الدماغية، أو الموت المفاجيء، أو فشل القلب كما قد يحدث الرجفان الأذيني العائلي في أي عُمر، وقد يكون الأشخاص المصابون لا يعانون أي مشكلات صحية أخرى.

## أسباب الإصابة بالرجفان الأذيني العائلي
يحدث الرجفان الأذيني العائلي بسبب تغيُّرات في بعض الجينات إما من تلقاء نفسها، أو بسبب تأثير بعض العوامل الأخرى، مثل: نمط الحياة، أو العوامل البيئية، وينتج الرجفان الأذيني العائلي بسبب حدوث بعض الطفرات النادرة في جينات مفردة، ولكن هذه الحالات لا تؤثر إلا على عدد بسيط من الأشخاص المصابين بالرجفان الأذيني.
وجدت الدراسات أن KCNQ1 هو أول جين مفرد ارتبط بالرجفان الأذيني العائلي، فهو يُوفر تعليمات لإنشاء قناة (في الغشاء الخارجي لخلايا عضلة القلب) تنقل أيونات البوتاسيوم موجبة الشحنة إلي خارج الخلايا، ويؤدي هذا النقل الأيوني دورًا هامًا في الحفاظ على إيقاع ضربات القلب الطبيعية، وحين ظهر هذا الاكتشاف وجدت التغيُّرات الجينية النادرة في جينات هذه القنوات الأيونية التي تُسبب الرجفان الأذيني العائلي، ثم تؤدي الطفرات إلي إنتاج قنوات مختلفة قد تُقلل أو تزيد تدفق الأيونات عبر غشاء الخلية الخارجي، وبذلك تغيِّر نظام ضربات القلب.
وُجد أيضًا عدة طفرات في أنواع مختلفة من الجينات لها دورًا في حدوث الرجفان الأذيني العائلي، فإن بعض هذه الجينات تُعطي تعليمات لعمل النسخ القلبي (التي تُنظم نشاط بعض الجينات المشاركة في تكوين، وتطور القلب قبل الولادة)، وهناك جينات أخرى تُعطي معلومات لصنع أجزاء من العناصر الهيكلية لعضلة القلب، مثل: القسيمات اللحمية، وهذه الهياكل مهمة لتقلص عضلة القلب، وإنتاج عملية ضخ القلب، كما تؤثر الطفرات في الجينات غير الأيونية على بنية ووظيفة عضلة القلب، وكل هذا يؤدي إلي حدوث ضربات قلب غير طبيعية.
معظم حالات الرجفان الأذيني العائلي لا تنتج عن طفرات وراثية في جينات مفردة، وبالرغم من هذا فإن الاختلافات الشائعة نسبيًا في أكثر من عشرين جينًا تؤثر بالضرورة على احتمالية تطور الحالة.

## عوامل خطر الإصابة بالرجفان الأذيني العائلي
تغيُّرات الجينات التي تُسبب الإصابة بالرجفان الأذيني العائلي تحدث من تلقاء نفسها ولكن بنسبة ضئيلة، ويزداد خطر الإصابة بالرجفان الأذيني العائلي عند إصابة الشخص بعوامل صحية أخرى، مثل:
- ارتفاع ضغط الدم.
- السكتة الدماغية السابقة.
- داء السكري.
- تصلب الشرايين.

ما زالت الدراسات مستمرة حول مدى تأثير هذه العوامل الصحية، والمؤثرات البيئية، وعوامل نمط الحياة على خطر الإصابة بالرجفان الأذيني العائلي.

## الجينات المرتبطة بالرجفان الأذيني العائلي
هناك العديد من الجينات المرتبطة بالإصابة بالرجفان الأذيني العائلي، مثل:
KCNH2- KCNQ1- ABCC9- KCNJ2- LMNA- PRKAG2- SCN5A- RYR2

## التوريث
عندما يحدث الرجفان الأذيني العائلي بسبب طفرات تحدث في جين واحد فهذا يورث كنمط سائد، وهذا يعني أن نسخة واحدة من الجين المتغير في كل خلية كافية لحدوث الاضطراب، وفي هذه الحالة يرث المصاب الطفرة من أحد الوالدين المصاب بهذه الحالة، وقد تنتقل التغيُّرات الجينية الشائعة التي تزيد خطر الإصابة بالرجفان الأذيني العائلي في العائلات، ولكن في هذه الحالات لا تحتوي على نمط وراثي سائد.

## وصلات خارجية
- جراحة بسيطة تمنع خطر السكتة الدماغية لمرضى الرجفان الأذيني
- The Genetic Puzzle of Familial Atrial Fibrillation